# Stadionul Naţional (1953.)
Nacionalni Stadion (rumunjski:Stadionul Naţional) je bio stadion u Bukureštu, Rumunjska; koristio je se za više potreba, ali većinom za nogometne utakmice.
Stadion je imao kapacitet 60.120 sjedala. Sagrađen je 1953. godine za potrebe 4 festivala mladih. Prvotno ime stadiona je bilo Stadionul 23 August, ali je kasnije promijenjen u Stadionul Naţional (nacionalni stadion). Stadion je bio dio sportskog kompleksa Lia Manoliu, koji je dobio ime po slavnom rumunjskom atletičaru. Srušen je u 2007. godini i na istom mjestu će se sagraditi novi stadion.

## Poznati događaji
Poznatiji koncerti na Stadionul Naţionalu:
- 1992. - Michael Jackson
- 2006. - Depeche Mode
- 2007. - The Rolling Stones
- 2007. - George Michael

Stadion je ugostio mnogo velikih estradnih zvjezda, nakon revolucije 1989. Najpoznatiji koncerti su bili Lepe Brene 1984. gdje je prisustvovalo vise od 70.000 gledatelja; zatim Michaela Jacksona 1. listopada 1992., gdje je bilo 70.000 gledatelja; zatim koncerti Depeche Modea u 2006., The Rolling Stonesa i Georgea Michaela u 2007. godini.

## Renoviranje
U listopadu 2005. godine, odlučeno je renovirati stari stadion u potpunosti; ali, nije bilo novaca za renoviranje stadiona, pa su na stadionu bili samo manji popravci. Kasnije, kad je bilo novčano omogućeno, renovacija je počela u studenom 2007. godine.
Planirani završetak UEFA Elite (5 zvjezdica) arene je u travnju 2010. godine. Zadnja nogometna utakmica na ovom stadionu je bila ona između Rumunjske i Albanije, 21. studenog 2007. Nakon te utakmice, nekoliko sjedala je odstranjeno, kao simboličan početak renoviranja stadiona. Stadion je potpuno srušen i na istom mjestu će se sagraditi novi stadion.

## Vanjske poveznice
- Povijest stadiona  Arhivirana inačica izvorne stranice od 3. ožujka 2016. (Wayback Machine)